# Négatif
Négatif es el segundo disco de Benjamin Biolay, lanzado el 22 de abril de 2003. Es un disco doble, que contiene 22 canciones, todas compuestas (excepto La pénombre des Pays-Bas) y producidas por el cantante francés.

## Lista de canciones
- Disco 1

1. Billy Bob a raison
4:26
2. La pénombre des Pays-Bas
5:06 (compuesta por Benjamin Biolay y Keren Ann)
3. Hors la vie
3:33
4. Nuits blanches
3:55
5. Chaise à Tokyo
4:52
6. Je ne t'ai pas aimé
4:05
7. Little Darlin'
5:27
8. Des lendemains qui chantent
4:24
9. Chère inconnue
3:12
10. Glory Hole
5:58
11. La vanité
3:17
12. Negative Folk Song / Boîte à musique
5:44
13. Négatif
4:59
14. Exsange
4:14 (canción oculta)

- Disco 2

1. La dérive des continents
3:24
2. Dernier souper au château
2:34
3. Les insulaires
3:35
4. Chambre 7
4:28
5. Holland Spring
4:21
6. Bain de sang
3:04
7. Billy Bob a toujours raison
11:23

## Valoración
Este disco tiene un sonido totalmente contemporáneo, con ocasionales arreglos sobre teclados electrónicos y un barniz pop que se explica por las influencias inglesas del músico. Ha utilizado más guitarras que el anterior, dándole menor hondura nostálgica, pero más contundencia. Las canciones que van desde el folk hasta el pop pasando por las poesías de cantautor. La crítica francesa alabó esta producción . Le acompaña en los coros de varias canciones su esposa Chiara Mastroianni.
- Datos: Q3346964